# السينما العالمية

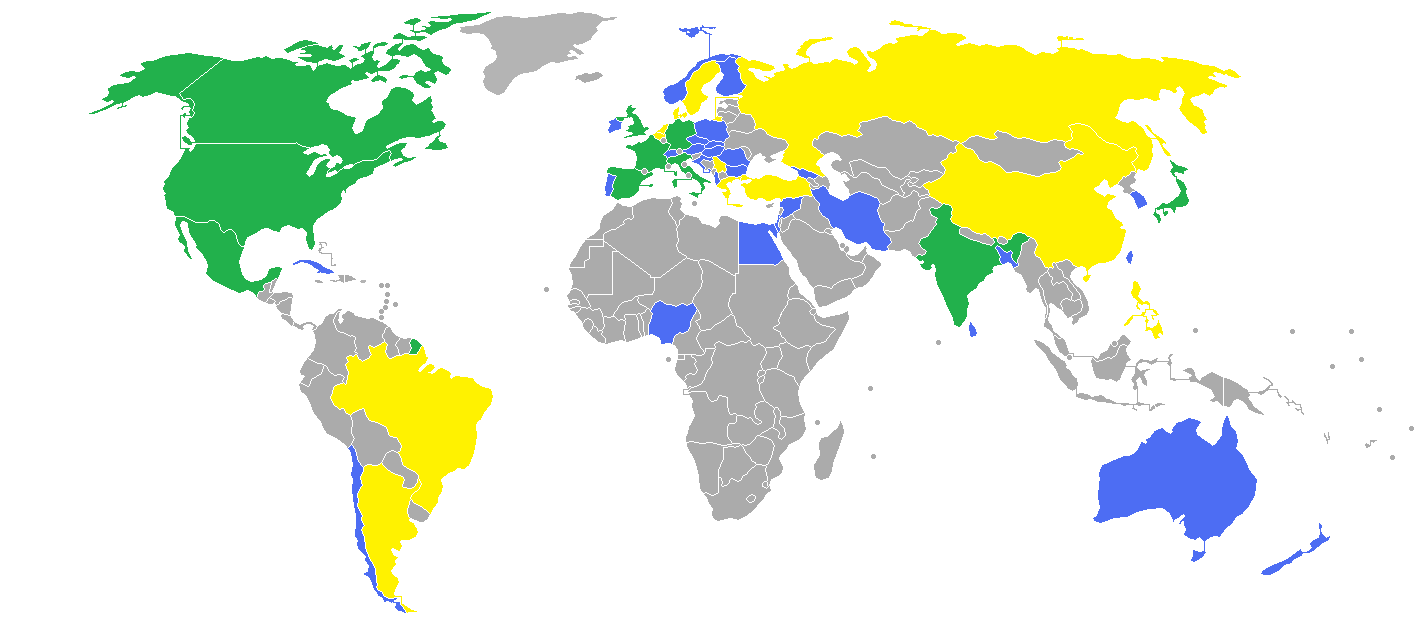
السينما العالمية من انحاء العالم

السينما العالمية هو مصطلح تتطلقه الدولة المتحدثة بالإنجليزية للإشارة إلى قطاع السينما في الدول غير المتحدثة باللغة الإنجليزية. ويستخدم المطلح هذا غالبا جنبًا إلى جنب مع المصطلح أجنبي. لكن عموما مصطلح السينما العالمية أو الأجنبية يمكن أن يشمل جميع السينمات في العالم بغض النظر عن اللغة.

## تعريف
فنيًا هناك فرق بين المصطلح سينما عالمية وسينما أجنبية ولا يقتصر اطلاق هذه الكلمة على الفيلم الذي ينتج في دولة أجنبية لكن أيضا على اللغة المستخدمة في الفيلم كذلك.

## خلفية
ترجع بدايات ما قبل السينما إلى ما دوَّنه الفنان والمهندس الإيطالي، ليوناردو دافنشي من ملاحظات ذكرها جيوفاني باتستا دي لابورتا، في كتابه السحر الطبيعي عام 1558. أما البداية الحقيقية لميلاد صناعة السينما، فتعود إلى حوالي عام 1895م، نتيجة للجمع بين ثلاثة مخترعات سابقة هي اللعبة البصرية، والفانوس السحري، والتصوير الفوتوغرافي، فقد سجل الأخوان أوجست ولويس لوميير اختراعهما لأول جهاز يُمكِّن من عرض الصور المتحركة على الشاشة في 13 فبراير 1895 في فرنسا.
الفترة 1895 - 1910، بدأت صناعة الفيلم، الكاميرا الأولى، الممثل الأول، المخرجون الأول كانت التقنية جديدة تماماً، ولم تكن هناك أصوات على الإطلاق، ومعظم الأفلام كانت وثائقية، خبرية، وتسجيلات لبعض المسرحيات، بدأت صناعة الفيلم، الكاميرا الأولى، الممثل الأول، المخرجون الأول كانت التقنية جديدة تماماً، ولم تكن هناك أصوات على الإطلاق، ومعظم الأفلام كانت وثائقية، خبرية، وتسجيلات لبعض المسرحيات. وكانت الأسماء الكبيرة في ذلك الوقت هي إديسون، لوميير، وميلييه بأفلامه المليئة بالخدع.
فترة الأفلام الصامتة: 1911-1926، ويتميز هذا العصر عن سابقه بكثرة التجريب في عملية مونتاج الأفلام، فلم تكن هذه المرحلة صامتة بالكامل، فقد كانت هناك استخدامات لطرق ومؤثرات صوتية خاصة، بينما لم يكن هناك حوار على الإطلاق، ضمت الأسماء الشهيرة في هذه المرحلة شارلي شابلن وديفيد جريفيث.
عصر ما قبل الحرب العالمية الثانية: 1927-1940، تميز هذا العصر بأنه عصر الكلام أو الصوت. شهدت أفلام الثلاثينيات استخداماً أكثر للألوان، وبدأت الرسوم المتحركة، وفي هذه المرحلة أيضاً ظهرت العروض النهارية للأفلام، وبدأت تتنامى في المسارح مع موجة الكوميديا، وضمَّت أسماء هذه المرحلة أسماء مثل كلارك جابل، فرانك كابرا، جون فورد، والممثلان اللذان استمرا إلى المرحلة الناطقة بعد ذلك، وهما ستان لوريل، وأوليفر هاردي.
العصر الذهبي للفيلم: 1941-1954، أحدثت الحرب العالمية الثانية كل أنواع التغيرات في صناعة الفيلم، فلجأت استوديوهات السينما لاستخدام ميزانيات صغيرة لإنتاج أفلام غير مكلِّفة للعامة، وذلك لجذب الجماهير. من الأسماء الكبيرة القليلة التي ظهرت في هذه المرحلة هي كاري جرانت، همفري بوجارت، أودري هيبورن، هنرى فوندا، فريد أستير.
العصر الانتقالي للفيلم: 1955-1966، يمثل الوقت الذي بدأ فيه الفيلم ينضج بشكل حقيقي، فقد ظهرت في هذا العصر التجهيزات الفنية المتطورة للفيلم من موسيقى، وديكور وغيرها. وضمت الأسماء الكبيرة في سينما هذه المرحلة ألفريد هتشكوك، مارلين مونرو، وإليزابيث تايلور.
العصر الفضي للفيلم: 1967-1979، هي مرحلة الفيلم الحديث وتكوَّنت الأسماء الشهيرة التي حكمت هذا العصر أمثال فرانسيس كوبول، وداستن هوفمان، ومارلون براندو. وتلى هذه المرحلة العصر الحديث للفيلم: 1980-1995، بدأ هذا العصر عام 1977، عندما أنتج فيلم حروب النجوم، الذي ُيعد أول إسهام للكمبيوتر والتقنية الحديثة في تصميم المؤثرات الخاصة.